# Toru Yamashita
Toru Yamashita (山下 亨, Yamashita Tōru, Osaka, 7 de dezembro de 1988) mais conhecido pelo seu nome artístico Toru, é um músico, compositor e produtor musical Japonês conhecido como o líder e guitarrista da banda de rock japonesa One Ok Rock. Ele iniciou sua carreira artística através do grupo de dança hip hop Heads, que lançou materiais musicais entre os anos de 2000 e 2002. Posteriormente, em 2005, realizou a formação do One Ok Rock.

## Biografia e carreira

### 1988–2004: Primeiros anos e Heads
Toru Yamashita nasceu em Osaka, Japão. Ainda criança, ingressou na escola de canto e dança Caless (キャレス) também localizada em Osaka. Ele foi selecionado juntamente com mais três membros, Ryota Kohama, Takuya Makihara e Kohei Nakamura para a formação do grupo de dança hip hop Heads. O grupo se apresentava regularmente em Tóquio e Osaka nos finais de semana e participava de diversas competições de dança, tendo sido premiado em concursos de 1996 a 1999, antes de estrear como um grupo musical sob a Amuse, Inc. em 2000. O lançamento de seu single de estreia "Screeeem!" ocorreu em 26 de julho de 2000, seguido por "Gooood or Bad!" em 22 de novembro de 2000. O quarteto lançou outros materiais, incluindo seu único álbum de estúdio MicMasta! em 21 de fevereiro de 2002.
Mais tarde, o Heads realizou uma pausa e se separou. Em 2004, foi fundido em um novo grupo com sete outros membros, que recebeu o nome de Ground 0.

### 2005–presente: One Ok Rock e produção musical
No início de 2005, Yamashita estrelou o drama televisivo da TV Asahi, Shibuya Fifutīn. Ele também realizou uma participação especial como um estudante do ensino médio na série live-action Kamen Rider Hibiki (2005), também exibida pela TV Asahi. Naquele mesmo ano, enquanto cursava o ensino médio, Yamashita decidiu iniciar uma banda de rock e passou a procurar por integrantes. Ele convidou para a mesma, membros de sua escola como Kohama, seu ex-companheiro do Heads, além de Alexander Onizawa e Yu Koyanagi. A seguir, sua procura por integrantes prosseguiu a fim de recrutar um vocalista. Yamashita assistiu Takahiro Moriuchi cantando quando este se apresentava com sua banda e então insistiu até que ele se juntasse a sua, após repetidas rejeições. Nomeada como One Ok Rock, sua formação contou com a saída de Koyanagi e a entrada de Tomoya Kanki como baterista, tornando-se um membro oficial um ano depois.
Durante o ano de 2006, o One Ok Rock lançou dois extended plays (EPs). Mais tarde, em 25 de abril de 2007, a banda lançou o single "Naihishinsho", realizando sua primeira entrada na tabela musical Oricon Singles Chart. Seguido por "Yume Yume", single composto por Moriuchi e Yamashita. Em 21 de novembro do mesmo ano, o One Ok Rock lançou seu álbum de estúdio de estreia, Zeitakubyō. Após o lançamento de mais dois álbuns de estúdio, em maio de 2009, Onizawa retira-se da banda, fazendo com que Yamashita, assumisse seu lugar como guitarrista principal. Dessa forma, as canções foram reorganizadas para serem tocadas por uma única guitarra.

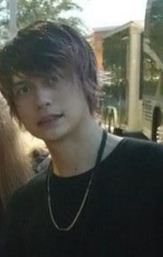
Yamashita em outubro de 2015

Em 20 de julho de 2011, o One Ok Rock lançou o single "Re:make/No Scared", que credita Yamashita como um dos  compositores de "No Scared", faixa que tornou-se o tema principal do jogo para PSP, Black Rock Shooter: The Game. Em janeiro de 2013, foi lançado o single "Deeper Deeper/Nothing Helps", o qual possui "Nothing Helps" com Yamasita sendo creditado como um dos compositores. A faixa atingiu a posição de número dois pela Oricon Singles Chart e foi utilizada na versão japonesa do jogo para PS3/Xbox 360 intitulado DmC: Devil May Cry, Posteriormente, em 26 de fevereiro de 2013, a banda lançou "Clock Strikes", canção também composta por ele, que atingiu pico de número 27 pela Billboard Japan Hot 100 Em julho de 2014, o One Ok Rock lançou o single "Mighty Long Fall/Decision", com Yamashita sendo um dos responsáveis pela composição de "Mighty Long Fall", faixa que atingiu a posição de número dois pela Oricon Singles Chart e tornou-se a trilha sonora do filme Rurouni Kenshin: Kyoto Taika-hen.
Alguns dos lançamentos posteriores do One Ok Rock, contaram com a participação de Yamashita em sua composição, como os singles "Always Coming Back" (2016) e "We Are" (2017). Em 2019, ele tornou-se o letrista e produtor musical de diversas canções da cantora pop japonesa Milet, incluindo "Inside You", canção-título de seu EP de estreia de mesmo nome, mais tarde, estas canções foram compiladas através de seu primeiro álbum de estúdio, Eyes (2020).

## Filmografia

### Televisão
| Ano  | Título             | Papel                     | Notas           | Ref.   |
| ---- | ------------------ | ------------------------- | --------------- | ------ |
| 2005 | Shibuya Fifutīn    | Ryuugo                    | Protagonista    | [ 17 ] |
| 2005 | Kamen Rider Hibiki | Estudante do ensino médio | Episódios 44–45 | [ 4 ]  |

### Documentários
| Ano  | Título                                       | Papel     | Notas           | Ref.   |
| ---- | -------------------------------------------- | --------- | --------------- | ------ |
| 2014 | Fool Cool Rock! One Ok Rock Documentary Film | Ele mesmo | com One Ok Rock | [ 18 ] |
| 2021 | One Ok Rock: Flip a Coin                     | Ele mesmo | com One Ok Rock | [ 19 ] |

## Colaborações
| Ano  | Título                | Álbum | Artista | Notas                                    |
| ---- | --------------------- | ----- | ------- | ---------------------------------------- |
| 2020 | "Inside You"          | Eyes  | Milet   | Canções compostas e produzidas por Toru. |
| 2020 | "The Love We've Made" | Eyes  | Milet   | Canções compostas e produzidas por Toru. |
| 2020 | "Somebody"            | Eyes  | Milet   | Canções compostas e produzidas por Toru. |